# Liepājas statliga gymnasium
Liepājas statliga gymnasium (lettiska: Liepājas Valsts ģimnāzija) är ett gymnasium i Liepāja som ligger i närheten av Vecliepāja. Skolans historia kan spåras tillbaka till 1912, när Liepāja flickskola grundades.